# 熱帶風暴珊珊 (2013年)
熱帶風暴珊珊（英語：Tropical Storm Shanshan），在菲律賓被稱為熱帶低氣壓克里辛，是個強度較弱的熱帶氣旋，於2013年2月吹襲菲律賓南部。珊珊是2013年太平洋颱風季第二個獲得命名的風暴，於2月18日從一個位於摩羅泰島東北方的熱帶低氣壓發展而成。系統身處的環境條件僅略微有利發展，它在向西北偏西移動時僅僅維持着弱熱帶低氣壓的標準。該低氣壓於2月19至20日吹襲棉兰老岛和巴拉望島，隨後進入南海。儘管環境條件未有明顯改善，但該系統仍於2月21日晚上短暫達到熱帶風暴的標準，並被命名為「珊珊」。環境條件很快便轉差，珊珊於翌日減弱為熱帶低氣壓並於2月23日消散。
儘管珊珊吹襲菲律賓時強度較低，但仍為當地帶來降雨並引發水災和山泥傾瀉。棉兰老岛和巴拉望島多個省份均接獲一號風暴信號。超過30萬人疏散。風暴來臨前，學校已關閉。國家災害風險管理中心報告指，珊珊造成11人死亡、四人受傷和兩人失蹤，全國損失達1,120萬菲律賓披索（27.5萬美元）。

## 氣象歷史
2月18日，日本氣象廳注意到一熱帶低氣壓在摩羅泰島東北約410公里處形成。菲律賓大氣地球物理和天文服務管理局亦於同日跟隨，並給予當地名稱「克里辛」（Crising）。翌日，聯合颱風警報中心亦向第二號熱帶低氣壓發出警告。該系統在副熱帶高壓脊的引導下向西北偏西移動，由於受中等程度的风切变影響，系統只能維持弱熱帶低氣壓的標準。菲律賓標準時間下午1時（协调世界时上午5時），克里辛在南達沃省最南端登陸，不久後進入西里伯斯海。隨後，克里辛掠過三宝颜附近並進入苏禄海。系統的深層對流受風切變持續影響而向西北方切離。受副熱帶高壓脊影響，該低氣壓繼續向西北偏西移動。2月21日早上，克里辛在巴拉望省巴拉巴克作第三次登陸，隨後進入南海。由於東北季風控制着南海，系統遇到更強的風切變和受乾空氣入侵。環流中心變得不清晰並完全外露，因此聯合颱風警報中心於2月21日對該系統發出最後警告。當系統離開菲律宾责任区後，菲律賓大氣地球物理和天文服務管理局亦發出最後警告。儘管系統的結構仍然混亂，日本氣象廳仍於下午6時將其升格為熱帶風暴，並命名為珊珊，當時它位於納土納群島東北約320公里處。珊珊受東北季風影響而轉向西南移動。然而，珊珊維持熱帶風暴的標準僅18個小時，隨後又減弱為熱帶低氣壓。珊珊於2月23日早上在納土納群島以東近海消散。

## 防災措施及影響
在被歸類為熱帶低氣壓後不久，菲律賓大氣地球物理和天文服務管理局向达沃区的四個省份發出一號風暴信號。一號風暴信號隨後延伸至南苏里高省南部、南阿古桑省，以及位於北棉兰老、邦薩摩洛、索科斯克薩爾根和三宝颜半岛的省份。2月19日，隨着珊珊繼續西移，一號風暴信號進一步延伸至苏禄群岛和巴拉望省南部。隨着珊珊開始遠離菲律賓，菲律賓大氣地球物理和天文服務管理局逐步取消風暴信號。在珊珊移離菲律賓責任區後，所有風暴信號均予取消。
珊珊為棉兰老岛帶來降雨，部分地區仍從兩個月前颱風寶霞吹襲該島後所造成的災情復原中。在巴甘加，洪水水深及胸，100戶家庭需要疏散。迪波洛格出現輕微水災，但三寶顏半島的其餘地區並未受太大影響。珊珊在西達沃省何塞阿巴德桑托斯帶來毛毛細雨，不過該市無人受傷。2月19日，由於當局發出一號風暴信號，达沃市的學前班停課。2月20日，宿霧省的宿霧市、拉普拉普市和塔里薩伊市的學校因珊珊來襲而停課，但該省並未接獲任何水災和山泥傾瀉的報道。強降雨導致棉蘭老島和東米沙鄢發生水災和山泥傾瀉，造成四人死亡、兩人失蹤。據國家災害風險管理中心稱，共有360,577人受珊珊影響，85%的受災人口獲疏散到臨時避難所。珊珊在菲律賓造成11人死亡，大部分來自达沃区。風暴另外造成四人受傷、兩人失蹤。1,346間房屋在風災中受損，其中447間被毀。全國的農業損失達1,120萬菲律賓披索（27.5萬美元）。
隨着珊珊在马来西亚沿海減弱，風暴在該國產生達1.4米的海浪。

## 外部連結
- 日本氣象廳有關熱帶風暴珊珊（1302）的一般資訊（页面存档备份，存于），取自數位颱風網 （英語）
- 日本氣象廳有關熱帶風暴珊珊（1302）的最佳路徑數據（页面存档备份，存于） （日語）
- 聯合颱風警報中心有關第二號熱帶低氣壓（珊珊）的最佳路徑數據（页面存档备份，存于） （英語）
- 美國海軍研究實驗室有關02W.珊珊 （英語）